# Inga paraensis
Inga paraensis är en ärtväxtart som beskrevs av Adolpho Ducke. Inga paraensis ingår i släktet Inga och familjen ärtväxter. Inga underarter finns listade i Catalogue of Life.